# Rhesos
Rhesos (altgriechisch Ῥῆσος Rhḗsos) ist eine Figur der griechischen Mythologie. Als König der Thraker und Verbündeter Trojas fand er im Rahmen des Trojanischen Krieges den Tod.

## Die Rhesos-Geschichte
Rhesos war ein thrakischer König, Sohn des Eioneus. Er war sehr reich. Sein Wagen war mit Gold und Silber geschmückt, seine Rüstung bestand aus Gold. Im zehnten und letzten Jahr des Trojanischen Krieges kam er den eingeschlossenen Trojanern mit seinen Männern zu Hilfe. Ein solch starker und ausgeruhter Kampfverband hätte das Kriegsgeschick zu Gunsten der Trojaner verschieben können, die ohnehin zu dieser Zeit die Oberhand gewannen. Doch kam es nie zu Kampfhandlungen. Nach der Ankunft der Thraker kampierten die Trojaner außerhalb der Stadt, um eine Flucht der Griechen zu verhindern. Nachdem die Griechen jedoch den trojanischen Spion Dolon abgefangen hatten und von diesem die Losung und den Lageraufbau der Trojaner erfahren hatten, wollten sie in der Nacht zunächst die führenden Trojaner töten. Doch war dieses nicht im Sinne der Götter, so dass sie als Ziel das thrakische Lager ins Spiel brachten. Unter dem Schutz und der Führung der Göttin Athene, die auf der Seite der Griechen stand, schlichen sich die beiden griechischen Helden Odysseus und Diomedes in der ersten Nacht nach der Ankunft ins Lager der Thraker. Hier teilten sie sich ihre Aufgaben:
Odysseus: Willst du das Thrakervolk hinmorden, Diomed?
Soll ich’s? Dann mußt du sorgen für das Roßgespann.
Diomedes: Ich will sie morden; führe du die Rosse fort!
Denn Feines auszuführen weißt du, Listiger!
Man stellt den Mann dahin, wo er am besten taugt.
Diomedes tötete nach der Absprache viele schlafende Thraker und am Ende deren König Rhesos während eines schweren Traumes. Odysseus stahl derweil die berühmten Pferde, die „schönsten und größten, weißer als Schnee und im Laufen gleich den Winden“, des Königs. Sie zu rauben war von besonderer Wichtigkeit, da ein Orakelspruch geweissagt hatte, dass die Trojaner unbesiegbar geworden wären, wenn man die Pferde im Fluss Skamandros getränkt hätte.

## Schriftliche Überlieferung
Die Rhesos-Geschichte ist in zwei Fassungen überliefert. Die ältere Überlieferung enthält das zehnte Buch der Ilias, das nach Ansicht der Analytiker ein langes Einzelgedicht darstellt. Wahrscheinlich wurde es erst im sechsten Jahrhundert v. Chr. verfasst und später in das Gesamtwerk eingefügt. Somit ist die Autorschaft Homers oder des Dichters, der die Ilias weitestgehend verfasst hatte, wohl ausgeschlossen. Die zweite Überlieferung erfolgte innerhalb des Werkes des Euripides. Doch war dieser schon in der Antike als Dichter der Tragödie umstritten. Heute sind sich die Philologen sicher, dass das Drama zu Unrecht dem Kanon der Euripides-Dramen zugerechnet wurde. Dennoch war die falsche Zuweisung ein Glück, da Werke des Euripides als anerkannte Klassiker eine größere Chance für das Überdauern der Antike boten. Der Text wird ins frühe vierte Jahrhundert v. Chr. datiert. Stilistisch ist er am Vorbild Euripides’ orientiert. Bekannt ist allerdings, dass auch Euripides selbst eine Tragödie mit dem Titel „Rhesos“ verfasst hatte.
Auch andere Dichter befassten sich mit dem Stoff. So verfasste Pindar ein Chorgedicht dazu, das jedoch nicht erhalten blieb. Aus dem mittleren 5. Jahrhundert v. Chr. stammte eine weitere, vollkommen verlorene Tragödie. Vergil erwähnt Rhesus nur kurz. Es ist anzunehmen, dass es weitere heute nicht mehr bekannte literarische Bearbeitungen gab.

## Bildliche Darstellungen

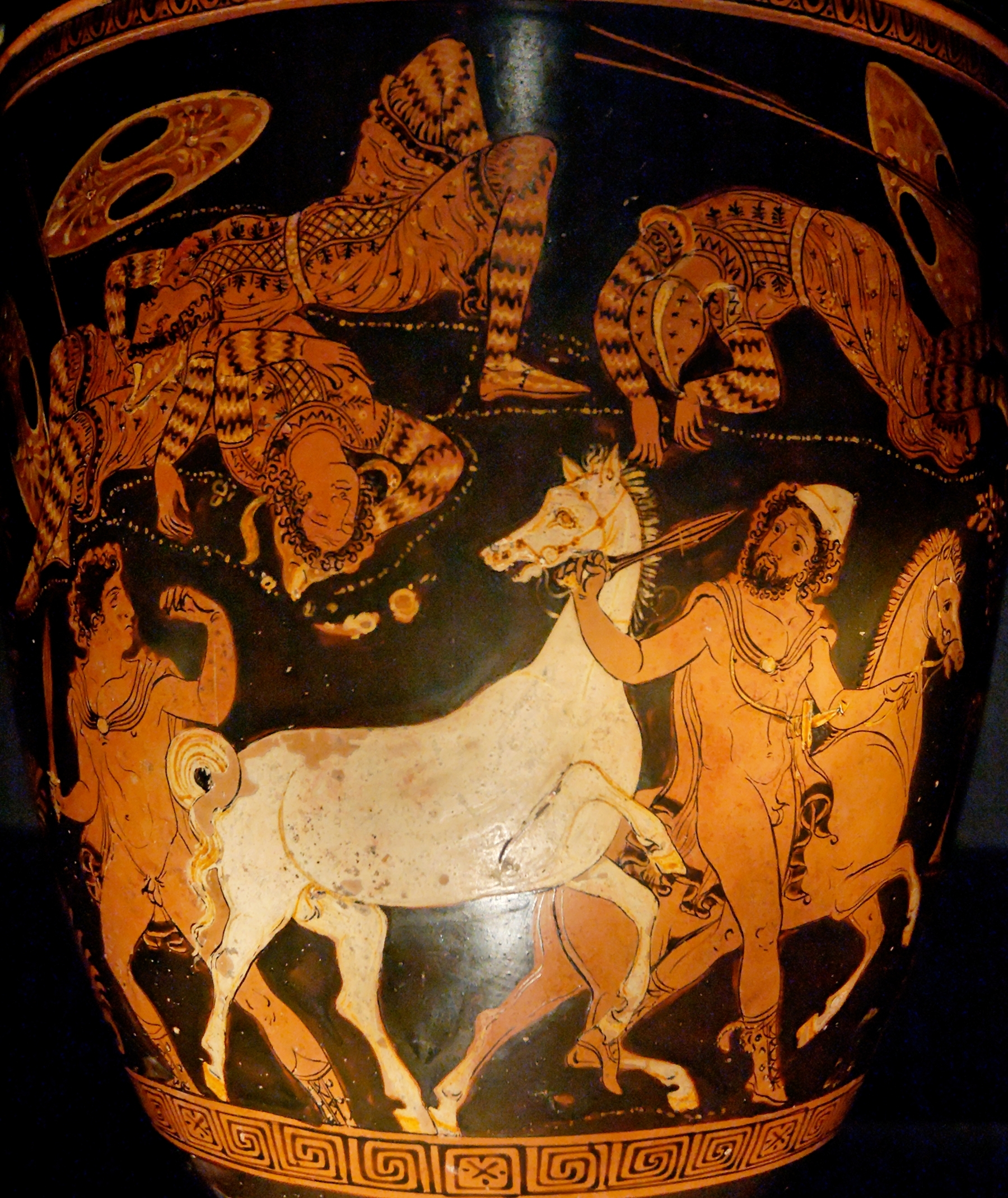
Situla in Neapel

Aus der Antike sind nur drei Darstellungen, durchweg aus dem Bereich der griechischen Vasenmalerei überliefert. Dabei ist auffällig, dass von attischen Vasen, die im Allgemeinen den größten Teil der bildlich überlieferten Mythen zeigen, keine Darstellung des Rhesos-Mythos bekannt ist. Das mag unbekannte Gründe haben, eine Frage des Geschmacks oder Zeitgeist gewesen sein oder schlicht mit der zufälligen Überlieferung der Vasen zu tun haben. Erhalten haben sich die drei Darstellungen alle in der apulischen Vasenmalerei. Alle drei bekannten Vasen sind in die Zeit zwischen 360 und 340 v. Chr. zu datieren. Möglich ist es, dass der Mythos zu dieser Zeit besonders populär war.

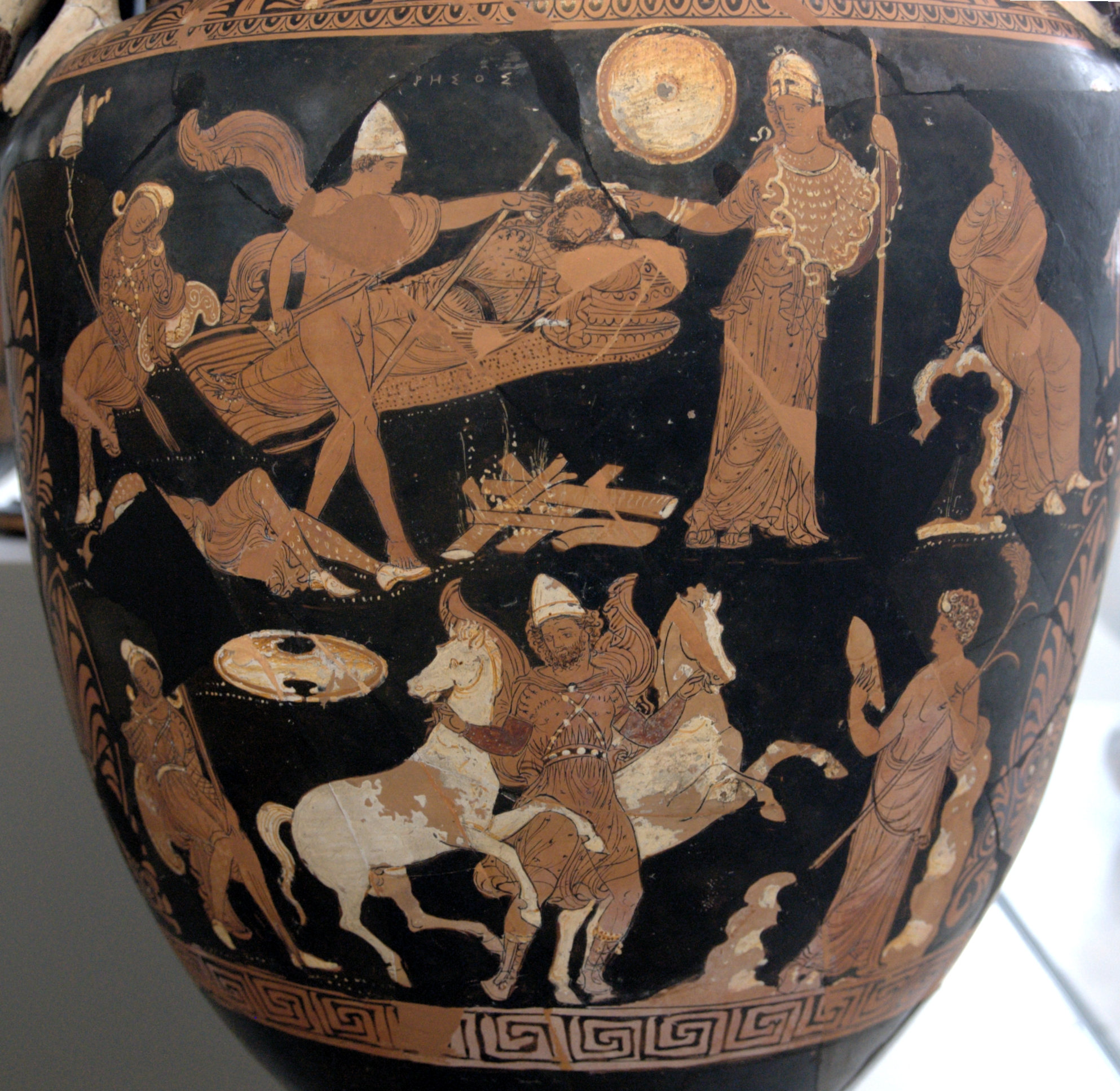
Rhesos-Krater

Die chronologisch früheste Vase, eine Situla, befindet sich heute im Archäologischen Nationalmuseum Neapel. Hier wird die Geschichte nach der vollzogenen Tötung gezeigt. Diomedes, unten links, und Odysseus, unten in der Mitte mit den Pferden, befinden sich schon auf der Flucht. Im oberen Bildteil sieht man mehrere tote Thraker liegen, die eindeutig als tote und nicht als schlafende Personen erkennbar sind. Nicht erkennbar ist in dieser Darstellung die Nacht, in der immerhin das Geschehen abläuft. Auffällig ist jedoch der besorgte Blick, den Odysseus noch einmal ins Lager der Thraker wirft. Die Vase wird dem Lykurgos-Maler zugeschrieben.
Die beiden anderen Vasen sind zeitlich später anzusetzen. Es handelt sich bei beiden um Volutenkratere, die sich heute in der Antikensammlung Berlin befinden. Sie haben mit der älteren Vase mehrere Dinge gemein. In allen drei Fällen ist das Bildfeld in zwei Register geteilt. Im oberen sieht man jeweils die toten oder schlafenden Thraker. Sind sie im ersten Fall schon alle getötet und das Geschehen vorbei, ist es bei den Krateren erst im Gange. Links sieht man jeweils schon tote Krieger, während Diomedes zu den anderen auf der rechten Seite und vor allem zu Rhesos unterwegs ist. Die mittlere Vase stammt aus dem engsten Umkreis des Iliupersis-Malers, die dritte gestaltete mit dem Dareios-Maler einer der bedeutendsten Vasenmaler Unteritaliens. Die Vase des Dareios-Malers gehört zu einer Gruppe prunkvoller Grabvasen aus der Dareios-Unterwelt-Werkstatt.

## Namensgeber
Jean Baptiste Audebert (1759–1800), ein französischer Naturforscher und Maler, nannte eine indische Primatenart nach diesem König Rhesusaffe. Laut Audebert hat diese Benennung keine tiefere Bedeutung. Indirekt wurde die Figur damit auch zum Namensgeber für den Rhesusfaktor des menschlichen Blutes.

## Textausgaben und Übersetzungen
- Dietrich Ebener (Hrsg.): Rhesos. Tragödie eines unbekannten Dichters (= Schriften und Quellen der Alten Welt. Bd. 19). Akademie-Verlag, Berlin 1966. (Edition mit Übersetzung)